# Dick Harter
Dick Harter, né le 14 octobre 1930, à Pottstown, en Pennsylvanie et mort le 12 mars 2012, sur l'Île de Hilton-Head, en Caroline du Sud, est un ancien entraîneur américain de basket-ball. 

## Palmarès
- Entraîneur de l'année de la Pacific-8 Conference 1977